# Гончие Псы I
Гончие Псы I (Canes Venatici I, CVn I — карликовая сфероидальная галактика, спутник Млечного Пути, расположенный в созвездии Гончие Псы и обнаруженный в 2006 году при анализе данных, полученных в Слоановском цифровом обзоре неба. По состоянию на 2013 год это один из самых дальних спутников Млечного Пути вместе с галактиками Лев I и Лев II. Галактика находится на расстоянии около 220 кпк от Солнца и движется в сторону от Солнца со скоростью около 31 км/с. Она классифицируется как карликовая сфероидальная галактика (dSph) и имеет эллиптическую форму (отношение осей ~2,5:1) с радиусом около 550 пк.
Гончие Псы I — относительно тусклый спутник Млечного Пути. Интегральная светимость CVn I всего в 230 000 раз больше светимости Солнца (абсолютная видимая величина около −8,6m). Тем не менее масса этой галактики составляет около 27 миллионов солнечных масс, отсюда отношение массы галактики к светимости равно около 220 M⊙/L⊙. Большое соотношение массы к светимости означает, что в CVn I доминирует тёмная материя.
Звёздное население Гончих Псов I состоит в основном из старых звёзд, образовавшихся больше 10 миллиардов лет назад, когда в межзвёздном газе было ещё мало тяжёлых элементов. Поэтому металличность этих старых звёзд очень мала: [Fe/H] ≈ −2,08 ± 0,02, то есть они содержат в 110 раз меньше тяжёлых элементов, чем Солнце. В галактике найдено около 60 переменных звёзд типа RR Лиры. Галактика также содержит небольшую долю более молодых (1-2 млрд. лет) и более богатых металлом([Fe/H] ≈ −1,5) звёзд, на которые приходится около 5 % от её массы и 10 % её светимости. Эти молодые звёзды концентрируются к центру галактики. В настоящее время в CVn I нет звездообразования, и измерениями до сих пор не удалось обнаружить в ней радиолинию нейтрального водорода — верхний предел на массу нейтрального водорода в межзвёздной среде галактики составляет 30 000 M⊙.